# Yekaterina von Engelhardt
Yekaterina von Engelhardt (1761-1829), comtesse Skavronskaïa puis Litta, est une aristocrate russe. Elle est la nièce de Grigori Potemkine, et la dame d'honneur préférée de Catherine II de Russie. Aux côtés de ses sœurs, elle obtient une position privilégiée à la cour impériale russe.

## Jeunesse
Elle est la fille de Vassili von Engelhardt (1720-1794), membre de la noblesse balte et d'Elena Marfa Alexandrovna Potemkine (décédée en 1775), sœur de Grigori Potemkine . Elle est la sœur cadette d'Anna-Sofia, épouse de Mikhaïl Joukov, d'Alexandra, comtesse Branicka, de Varvara, princesse Galitzine, de Vassili, sénateur de l'Empire russe, de Nadejda, épouse du colonel Pavel Izmaïlov et la sœur aînée de Tatiana, princesse Yusupova.
Elle est décrite comme gentille, passive et indolente .

## Vie à la cour

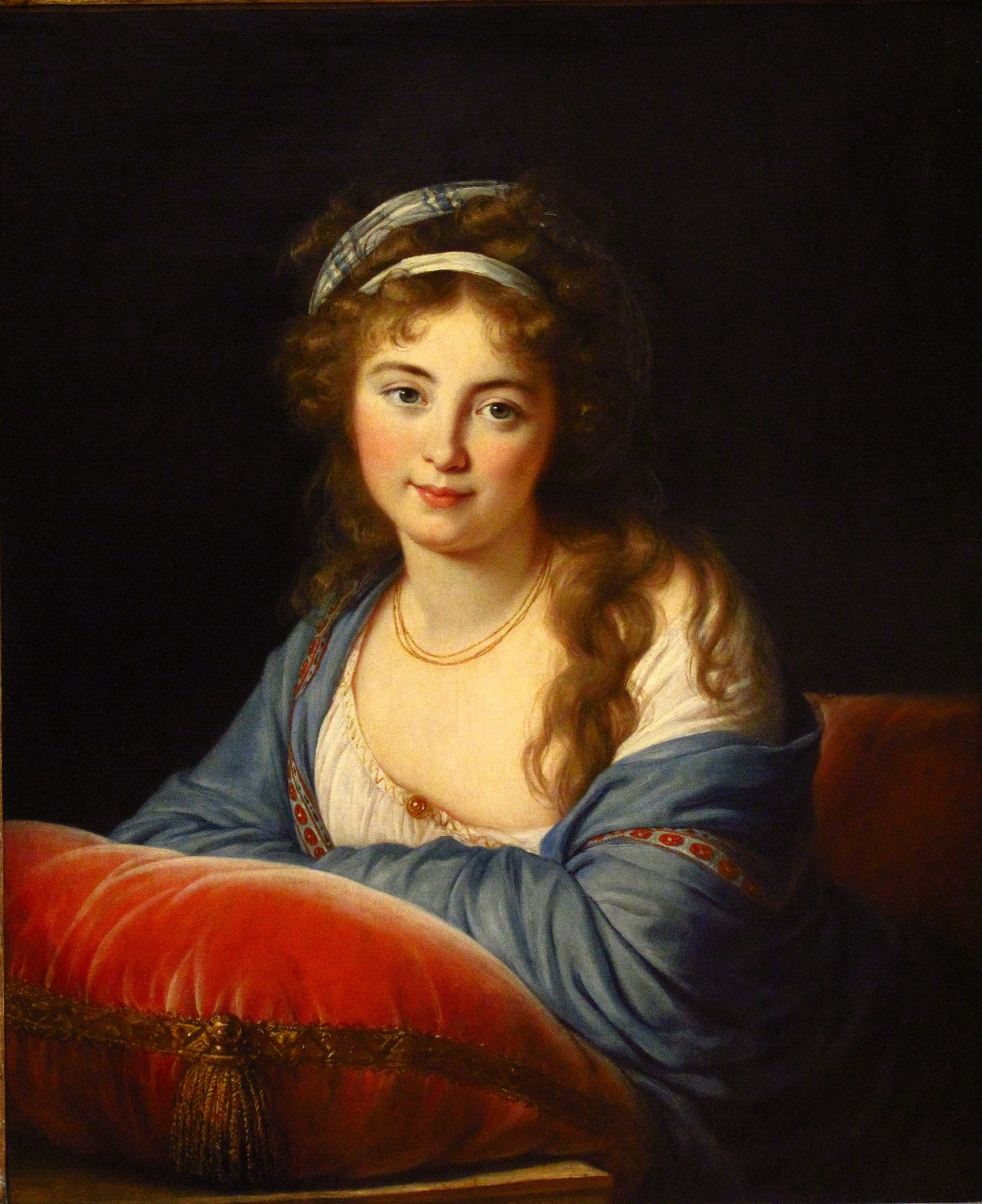
La Comtesse Catherine Vassilievna Skavronskaïa par Élisabeth Vigée-Lebrun en 1796.

Elle est présentée à la cour de Russie avec ses cinq sœurs et son frère en 1775. Au début, elles sont sans instruction et ignorantes, mais elles  deviennent vite les femmes les plus sophistiquées et favorisées de la cour russe. Elles sont connues comme les «presque grandes-duchesses» et les «bijoux» et ornements de la cour de Russie . Potemkine leur donne d'importantes dots et demande à Catherine de les nommer dames d'honneur. On prétend qu'elles sont les amantes de leur oncle, ce qui est l'un des sujets de ragots et de scandales les plus connus de l'époque .
Elle devient dame d'honneur de l'impératrice en 1777 et, pendant un certain temps, le fils illégitime de l'impératrice, Alexeï Grigorievitch Bobrinski, est amoureux d'elle. Sa relation avec Potemkine aurait commencée après la fin de sa liaison avec sa sœur Alexandra en 1779 et doit se poursuivre sporadiquement pour le reste de sa vie . En 1780, elle passe du temps à la campagne avec sa sœur Varvara, et il est possible qu'elle y donne naissance à l'enfant de son oncle .
En 1781, elle épouse le comte Paul Martynovitch Skavronsky, ministre plénipotentiaire russe auprès du royaume de Naples, avec qui elle a une fille, Catherine, princesse Bagration. En 1798, elle se remarie avec le comte Giulio Renato Litta Visconti Arese (1763-1839).[réf. nécessaire]